# Опоровець
46°20′ пн. ш. 16°40′ сх. д. / 46.33° пн. ш. 16.67° сх. д.
Опоровець (хорв. Oporovec) — населений пункт у Хорватії, у Меджимурській жупанії у складі міста Прелог.

## Населення
Населення за даними перепису 2011 року становило 425 осіб.
Динаміка чисельності населення поселення:

## Клімат
Середня річна температура становить 10,39 °C, середня максимальна – 24,43 °C, а середня мінімальна – -5,84 °C. Середня річна кількість опадів – 772 мм.
| Клімат поселення                              | Клімат поселення | Клімат поселення | Клімат поселення | Клімат поселення | Клімат поселення | Клімат поселення | Клімат поселення | Клімат поселення | Клімат поселення | Клімат поселення | Клімат поселення | Клімат поселення | Клімат поселення |
| Показник                                      | Січ.             | Лют.             | Бер.             | Квіт.            | Трав.            | Черв.            | Лип.             | Серп.            | Вер.             | Жовт.            | Лист.            | Груд.            |                  |
| Середній максимум, °C                         | 5,42             | 7,20             | 11,69            | 16,07            | 21,69            | 24,43            | 23,82            | 23,27            | 19,18            | 14,37            | 8,37             | 5,11             |                  |
| Середня температура, °C                       | −0,21            | 1,58             | 6,04             | 10,44            | 16,08            | 18,80            | 20,12            | 19,58            | 15,51            | 10,67            | 4,68             | 1,42             |                  |
| Середній мінімум, °C                          | −5,84            | −4,03            | 0,43             | 4,82             | 10,44            | 13,16            | 16,44            | 15,88            | 11,80            | 6,96             | 0,98             | −2,27            |                  |
| Норма опадів, мм                              | 38               | 39               | 48               | 60               | 69               | 87               | 83               | 76               | 74               | 67               | 76               | 55               |                  |
| Середньомісячна швидкість вітру, м/с          | 2.20             | 2.40             | 2.76             | 2.70             | 2.50             | 2.27             | 2.20             | 1.91             | 2.00             | 2.00             | 2.20             | 2.20             |                  |
| Середньомісячна сонячна радіація, кДж/м²·день | 3966             | 6733             | 10582            | 15042            | 19259            | 21189            | 21660            | 19072            | 14032            | 8630             | 4451             | 3232             |                  |
| --------------------------------------------- | ---------------- | ---------------- | ---------------- | ---------------- | ---------------- | ---------------- | ---------------- | ---------------- | ---------------- | ---------------- | ---------------- | ---------------- | ---------------- |
| Джерело:                                      |                  |                  |                  |                  |                  |                  |                  |                  |                  |                  |                  |                  |                  |